# OŠ „Bora Stanković” Guberevac
Osnovna škola „Bora Stanković" u Guberevcu (nekadašnja „Vojvoda Mišić") datira iz daleke 1882. godine, sa nepromenjenim sedištem u Guberevcu. Škola je u prvom periodu obavljala vaspitno obrazovnu delatnost sa učenicima do četvrtog razreda, da bi kasnije, a na osnovu potreba i Zakona o obrazovanju škola prerasla u osmogodišnju.
U prvobitnoj školskoj zgradi (koja je povremeno adaptirana) nastava se izvodila sve do školske 1990/91. godine. Novu školsku 1990/91. učenici su započeli u novom i savremenom školskom objektu.
Škola u svom sastavu ima (jednu područnu školu) jedno nepodeljeno odeljenje u Nomanici prvi, drugi i treći razred.
Školu pohađaju deca iz Guberevca, Gornjeg i Donjeg Bunibroda, Badinca i Žižavice od 6.5 - 15 godina, i iz Nomanice 11.5-15 godina, a u područnom odeljenju u Nomanici deca uzrasta od 6.5-11 godina čije je prebivalište u Nomanici. U prostorijama centralne škole rade i dve vaspitne grupe predškolskog uzrasta, a u područnom odeljenju u Nomanici jedna grupa.
Na bogatom putu svojih stvaralačkih pedagoških pregnuća škola je opravdala i svoju namenu i istaknuto mesto u školstvu Srbije.

## Tradicija ženskog fudbala
U oštroj konkurenciji od preko dvadeset osnovnih škola na teritoriji Grada Leskovca i ove godine ženska ekipa OŠ „Bora Stanković“ iz Guberevca, osvojila je titulu prvaka u malom fudbalu. Ovaj uspeh je svakako za poštovanje, kada se zna da su Gubevčanke, pobedile vršnjakinje iz gradskih škola, koje su i do tri puta veće po broju učenika. U finalnoj utakmici eliminisale su OŠ „Milutin Smiljković“ iz Vinarca, pa kao i prošle godine, spremno čekaju ekipu iz Bojnika na međuopštinskom takmičenju Jablaničkog okruga.

## Fudbalerke sa Morave
Da devojčice ni u čemu ne zaostaju za dečacima, dokazuje i ženska fudbalska ekipa OŠ `Bora Stanković` iz Guberevca. Naime, dok je muška ekipa izgubila u samom startu gradskog takmičenja leskovačkih osnovaca u malom fudbalu, devojčice su savladale sve prepreke i osvojile titulu prvaka Grada Leskovca. U finalu su fudbalerke iz Guberevca pobedile svoje vršnjakinje iz OŠ „Milutin Smiljković“ iz Vinarca i tako 23. aprila 2010. g. slavile plasman na međuopštinsko takmičenje Jablaničkog okruga.